# Emil Andersson (högerpolitiker)
Emil Andersson i riksdagen kallad Andersson i Jäger, född 13 september 1877 i Solberga socken, Bohuslän, död 10 april 1958 i Solberga, var en svensk handelsman och riksdagspolitiker i (Högern).
Andersson bodde i byn Jäger i Kode, där han var verksam som handelsman och senare som kyrkovärd. Från 1919 var han ordförande i sin hemkommuns kommunfullmäktige. I riksdagen var han ledamot av första kammaren från 1937 i valkretsen Bohuslän. Han var bland annat suppleant i bankoutskottet. Han ligger begraven på kyrkogården vid Solberga kyrka.